# Kristján Vattnes
Kristján Vattnes Jónsson (ur. 2 września 1916 w Vattarnes, zm. 31 grudnia 1992 w Reykjavíku) – islandzki lekkoatleta specjalizujący się w rzucie oszczepem.

## Kariera
Reprezentował klub KR Reykjavík. Jest wielokrotnym zwycięzcą mistrzostw kraju: w skoku wzwyż (1938), pchnięciu kulą (1935, 1936, 1937 i 1938), rzucie dyskiem (1936, 1937, 1938 i 1939), rzucie oszczepem (1935, 1936 i 1937) oraz pięcioboju (1936 i 1937).
Wziął udział w igrzyskach w 1936, na których wystąpił w rzucie oszczepem. Odpadł w kwalifikacjach, zajmując 22. miejsce z wynikiem ok. 52 m. Był najmłodszym islandzkim lekkoatletą i chorążym reprezentacji na tych igrzyskach.

## Życie prywatne
29 października 1938 zawarł związek małżeński z Lovísą Helgadóttir, z którą miał siedmioro dzieci – trzech synów i cztery córki.

## Życie pozasportowe
Od 1939 do 1963 pracował jako policjant w Reykjavíku.

## Rekordy życiowe
- rzut oszczepem – 58,78 (1937)